# Nguyên Hạ
Nguyên Hạ (407-479) là tướng nhà Bắc Ngụy trong lịch sử Trung Quốc.

## Thời trẻ
Nguyên Hạ vốn có tên là Thốc Phát Phá Khương, tên Tiên Ti là Hạ Đầu Bạt  hay Giá Đầu Bạt ; người Lạc Đô, Tây Bình, con trai của Thốc Phát Nục Đàn - quốc chủ cuối cùng của nước Nam Lương thời Ngũ Hồ thập lục quốc . Năm 414, nước Nam Lương bị Tây Tần diệt, gia đình ông chạy sang nước Bắc Ngụy.
Thời Thái Vũ Đế (Thác Bạt Đào), Bắc Ngụy ngày một lớn mạnh, muốn tiêu diệt các nước Ngũ Hồ phía bắc. Thốc Phát Phá Khương có vóc dáng cao lớn và khí độ khác người, được Thái Vũ Đế nghe tiếng, bèn triệu đến nói chuyện. Khi gặp gỡ, vua tôi rất hợp ý nhau. Thái Vũ Đế bèn phong ông làm Tây Bình hầu.

## Thời Thái Vũ Đế
Ông theo Thái Vũ Đế đánh dẹp quân nổi loạn Bạch Long, sau đó đánh Thổ Kinh Hồ. Trong hai cuộc chiến này Nguyên Phá Khương đều tỏ ra dũng cảm hơn người, đến đâu thắng đó. Nhờ đóng góp trong những trận này, ông được phong làm Bình tây tướng quân.
Năm 439, Thái Vũ Đế muốn đánh nước Bắc Lương, bèn hỏi kế ông. Ông hiến kế:
Bên ngoài Cô Tang có 4 bộ Tiên Ty, đều có thể là viện binh cho địch, nhưng họ lại đều là người cũ của tổ phụ thần. Thần có thể đến trước ba quân nói rõ uy đức của quốc gia, họ nhất định sẽ quy hàng. Khi ngoại viện không còn thì ta đánh dễ như trở bàn tay.
Thái Vũ Đế tán đồng, bèn sai ông đi dụ các bộ tộc Tiên Ti. Quả nhiên các bộ tộc Tiên Ty hàng, sau đó quân Ngụy đánh hạ được nước Bắc Lương. Thốc Phát Phá Khương được phong chức Tây Bình công. Tương truyền, thủy tổ của Thốc Phát bộ Tiên Ti và Thác Bạt bộ Tiên Ti là anh em, Thái Vũ Đế lấy cớ Thốc Phát Phá Khương với hoàng tộc Bắc Ngụy là "đồng nguyên", nên đổi họ cho ông thành Nguyên; lại cho rằng cái tên "Phá Khương" không hay, nên đổi thành Hạ.
Nguyên Hạ nhận lệnh đánh các bộ tộc Nhu Nhiên, Thổ Kinh Hồ, Cái Ngô, đều giành thắng lợi, được phong chức Tán kị thường thị, sau đó lại thăng lên thức Điện trung thượng thư. Khi theo Thái Vũ Đế lâm trận, ông thường hăng hái xông pha đi đầu đánh địch. Thái Vũ Đế lo lắng cho ông, thường khuyên không nên hăng hái quá, nhưng ông không bỏ được thói quen đó.

## Thời Văn Thành Đế

### Lập vua mới
Năm 452, Thái Vũ Đế bị hoạn quan Tông Ái sát hại. Tông Ái lập Nam An vương Thác Bạt Dư lên ngôi. Chỉ vài tháng sau, Tông Ái lại giết Thác Bạt Dư. Nguyên Hạ nghe tin trong triều có loạn, bèn gấp rút tập hợp binh sĩ đánh dẹp, bắt giam Tông Ái.
Ông cùng Nam bộ thượng thư Lục Lệ bàn nhau quyết định lập con của thái tử Thác Bạt Hoảng – đã mất trước Thái Vũ Đế - là Thác Bạt Tuấn khi đó lên 13 tuổi làm vua. Lục Lệ cùng Lưu Ni đi đón Thác Bạt Tuấn, còn Nguyên Hạ làm nội ứng. Sau khi Lục Lệ đưa Thác Bạt Tuấn vào cung, Nguyên Hạ bèn đưa lên ngai vàng, tức là vua Bắc Ngụy Văn Thành Đế nhanh chóng ổn định tình hình triều chính. Văn Thành Đế lên ngôi bèn hạ lệnh giết chết Tông Ái và phong Nguyên Hạ làm Tây Bình vương.

### Đề nghị giảm án tử hình
Thời phong kiến, các vua chúa hay lạm dụng hình ngục, thi hành những quy định khắt khe. Nguyên Hạ kiến nghị với Bắc Ngụy Văn Thành Đế nên giảm bớt án tử hình:
Những người mưu phản, nên giết hết con cháu để dứt mối lo về sau; kẻ trộm cướp nên chém đầu, nhưng anh em con cháu họ không nhất thiết phải chịu liên lụy; thiếu niên dưới 13 tuổi, người nhà phạm tội cũng không nên truy cứu
Văn Thành Đế đồng tình với kiến nghị của ông, do đó giảm bớt được hình án. Sau đó ông được phong làm Thứ sử Ký châu. Trước khi lên đường, ông lại kiến nghị giảm bớt án tử hình một lần nữa:
Ngoài tội chống triều đình hoặc tay không giết người, những tội khác phải chém thì nên tha, cho họ đi thú ở biên cương. Như vậy người tử tù được sống sẽ cảm kích triều đình, người đang phải đi phu dịch ở xa cũng được nghỉ ngơi, như vậy sẽ thu được lòng dân
Văn Thành Đế cũng chấp thuận kiến nghị của ông. Qua hơn 1 năm thi hành đã giảm được nhiều án tử hình, nhân dân rất vui mừng. Văn Thành Đế khen ông:
Từ khi Nguyên Hạ khuyên ta giảm tội tử hình để tăng người đồn trú biên cương, người tử tù được sống không ít. Cách làm này lợi cho trăm họ, lại có ích cho quốc gia, thực là kế hay. Nếu ai cũng có đầu óc như Nguyên Hạ, ta không phải lo việc trị thiên hạ khó khăn nữa!

### Bị vu cáo
Nguyên Hạ cai trị Ký châu rất có uy tín. Có người trong quận Vũ Ấp ghen ghét ông bèn vu cáo ông làm phản.
Triều đình nghe tin đều xôn xao, riêng Văn Thành Đế rất tin tưởng ông, sai người điều tra thực hư, cuối cùng đó là do lời vu cáo của Thạch Hoa.
Văn Thành Đế an ủi ông và phong ông làm Thái úy.

## Thời Hiến Văn Đế
Năm 465, Văn Thành Đế mới 25 tuổi qua đời, thái tử Thác Bạt Hoàng mới 12 tuổi lên nối ngôi, tức là Bắc Ngụy Hiến Văn Đế.
Thời Hiến Văn Đế, ông theo vua đi đánh quân Nhu Nhu xâm phạm biên giới phía bắc và dẹp loạn Sắc Lặc ở Hà Tây.
Sau đó Hiến Văn Đế bị mẹ là Phùng Thái hậu can thiệp việc triều chính, tỏ ra chán nản nên định truyền ngôi cho chú là Kinh Triệu vương Thác Bạt Tử Thôi, bèn gọi Nguyên Hạ về bàn bạc. Nguyên Hạ đang đôn đốc binh lính trấn giữ biên giới phía bắc, vội trở về kinh đô, tỏ ý kiên quyết phản đối chủ trương này mà khuyên vua truyền ngôi cho thái tử Hoằng. Hiến Văn Đế nghe theo.
Đầu năm 471, Hiến Văn Đế mới 18 tuổi truyền ngôi cho thái tử Thác Bạt Hoằng mới 4 tuổi lên làm thái thượng hoàng. Thái tử Hoằng trở thành vua Bắc Ngụy Hiếu Văn Đế.

## Thời Hiếu Văn Đế
Nguyên Hạ lãnh trách nhiệm đưa 3 đạo quân đồn trú ở Mạc Nam chống lại Nhu Nhu ở biên giới phía bắc.
Khi đó quân Ngụy thường hằng năm đến mùa đông lên biên giới phòng giặc, mùa xuân trở về kinh đô. Nguyên Hạ cho rằng đó không phải là kế lâu dài để trấn giữ biên cương, bèn dâng thư lên Hiếu Văn Đế, đề nghị:
Lệnh cho các châu trấn tuyển mộ 3 vạn dũng sĩ, chia làm 3 đạo quân, cho họ được miễn các lao dịch, thuế khóa để chuyên dùng vào việc trấn giữ biên cương. Cứ giữa 2 trấn xây 1 thành lũy, mỗi thành đặt 1 đạo quân. Mùa đông (địch thường đến) thì tập võ nghệ, mùa xuân (địch rút) thì cày cấy trồng trọt tại chỗ. Như vậy vừa bớt cho lĩnh thú phải đi xa vất vả, vừa tăng thêm của cải cho đất nước.
Hiếu Văn Đế tiến nhận đề nghị của ông, cho thi hành.
Năm 477, Nguyên Hạ đã 70 tuổi, ông xin được từ chức về quê, dù Hiếu Văn Đế cố giữ nhưng ông nhất định từ chối vì đã già yếu. Khi có việc hệ trọng, Hiếu Văn Đế vẫn hỏi ý kiến ông. Lúc ông ốm nặng, Hiếu Văn đế đến thăm bệnh tình.
Năm 479, Nguyên Hạ mất, thọ 73 tuổi. Trước khi mất ông dặn các con không nên làm lễ táng linh đình.
Nguyên Hạ đã phục vụ hơn 40 năm dưới 5 triều vua Bắc Ngụy. Hiếu Văn Đế truy tặng ông chức Thái úy, thụy là Tuyên Vương.